# Арована африканська
Арована африканська (Heterotis niloticus) — вид араваноподібних риб родини арапаймових.

## Ареал
Heterotis niloticus природно поширений у річках Ніло-Суданського регіону від Ефіопії до Сенегалу, в басейні Чаду та в озері Туркана. Ареал виду розширився внаслідок антропогенної інтродукції (поширився у басейні Конго та на Мадагаскарі). Мешкає в озерах, річках, болотах і ставках. У деяких місцях він навіть проникає в солонувату воду (мангрові зарості) і солоні озера (Туркана або озеро Рудольф).

## Характеристика
Африканська арована — довготіла риба з великою лускою, довгими спинним та анальним плавцями, розташованими далеко позаду тіла, і округлим хвостовим плавцем. Виростає до 1 м завдовжки і вагою до 10, кг. Висота хвостового плавця в 3,5-5,0 разів перевищує довжину. Ця риба буває сірого, коричневого або бронзового кольору. У дорослих особин забарвлення рівномірне, але у молодих зазвичай темні поздовжні смуги.
Африканські аровани мають органи дихання атмосферним повітрям у зябрах, що дозволяє їм виживати в бідній киснем воді. Надзябровий орган дозволяє концентрувати дрібні планктонні органічні частинки, а також виконує сенсорну функцію.

## Біологія
Трапляється на глибині 1 метр або більше. Віддає перевагу воді з температурою 25-30 °C. Молодь шукає притулку серед водних рослин. Вид також живе у бідній киснем воді . На відміну від своїх південноамериканських родичів (арапаїма), які ведуть хижий спосіб життя, Heterotis niloticus харчується фітопланктоном і органічними частинками, відфільтрованими з мулу.
Сезон нересту припадає на період паводків. Ікру відкладає у гніздо. Гніздо кругле, діаметром 1 метр і глибиною 20-60 сантиметрів. 5-денні мальки покидають гніздо, але батько продовжує їх охороняти.